# Uraganul Mitch
Uraganul Mitch a fost cel mai puternic uragan din sezonul uraganelor din Atlantic în 1998, cu vânturi de 285 km/h.
Mitch s-a format în vestul Mării Caraibelor, la 22 octombrie ajungând rapid la uragan de categoria 5, cel mai mare rating posibil pe scala Saffir-Simpson. După ce a derivat în partea de sud-vest, puterea lui a slăbit, apoi uraganul a lovit Honduras ca un uragan minim. Acesta s-a deplasat în America Centrală, s-a reformat în Golful Campeche, și în cele din urmă a lovit Florida ca o furtună tropicală puternică. Din cauza mișcării sale lente, din 29 octombrie până în 3 noiembrie, uraganul Mitch a cauzat cantități istorice de precipitații în Honduras, Guatemala și Nicaragua. Inundațiile catastrofale au cauzat decesul a aproape 11.000 de persoane. Începând din 2008, numărul oficial al persoanelor omorâte de Mitch a fost declarat la 19,325 persoane. În plus, aproximativ 2.7 milioane au rămas fără adăpost. Inundațiile au cauzat daune extreme, estimate la peste cinci miliarde dolari.

## Date meteorologice

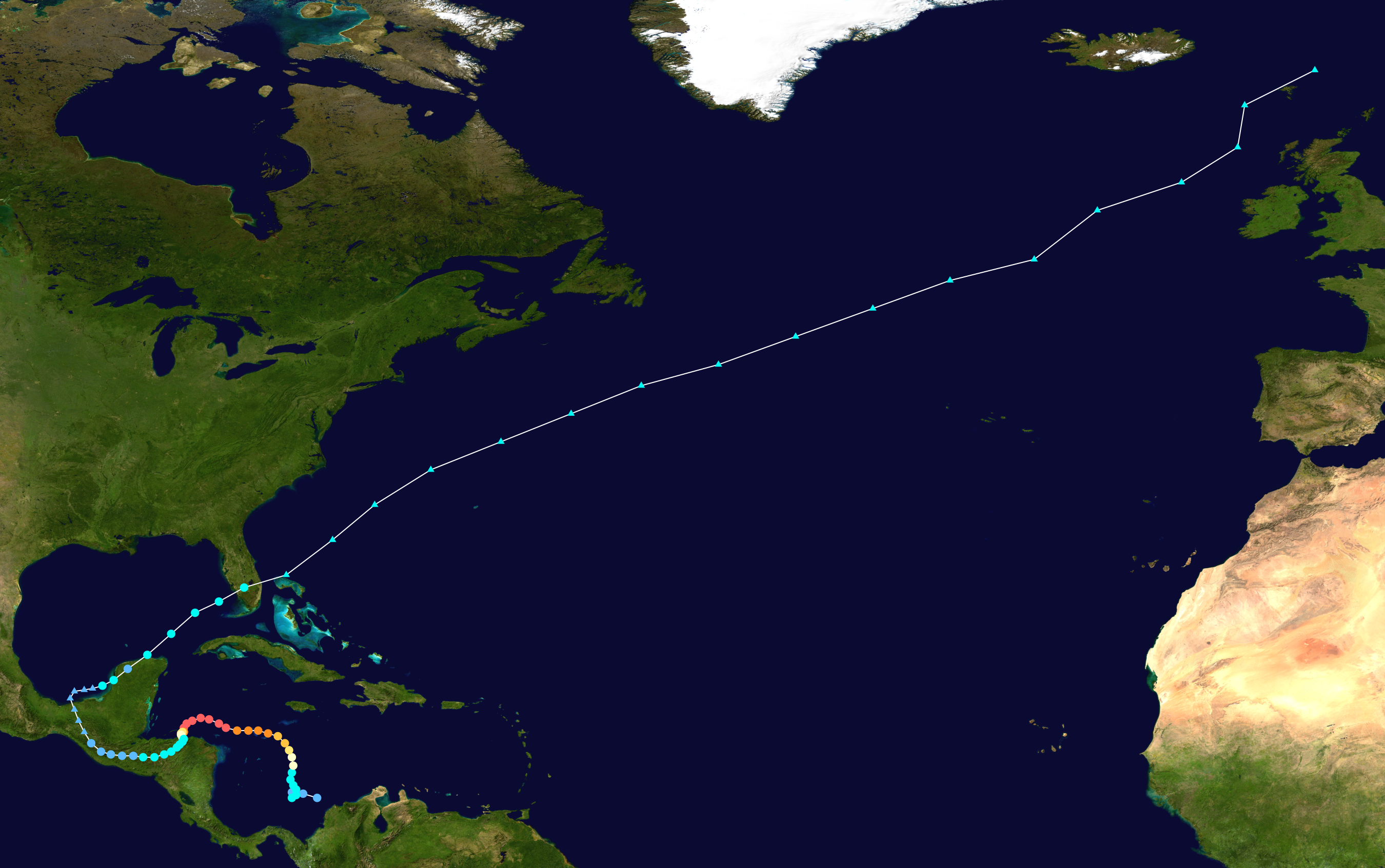
Deplasarea furtunii

Originea uraganului Mitch poate fi definită de un val tropical, care s-a mutat în largul coastei Africii, pe 10 octombrie. S-a mutat spre vest și a rămas dezorganizat până la intrarea în Marea Caraibelor, pe 18 octombrie. La intrarea în Marea Caraibelor, convecția a crescut constant, iar pe 22 octombrie, valul s-a organizat în Tropical Depression Thirteen. Întâlnind curenți slabi de direcție, acesta a plutit în derivă spre vest și s-a intensificat într-o furtună tropicală, pe 23 octombrie.

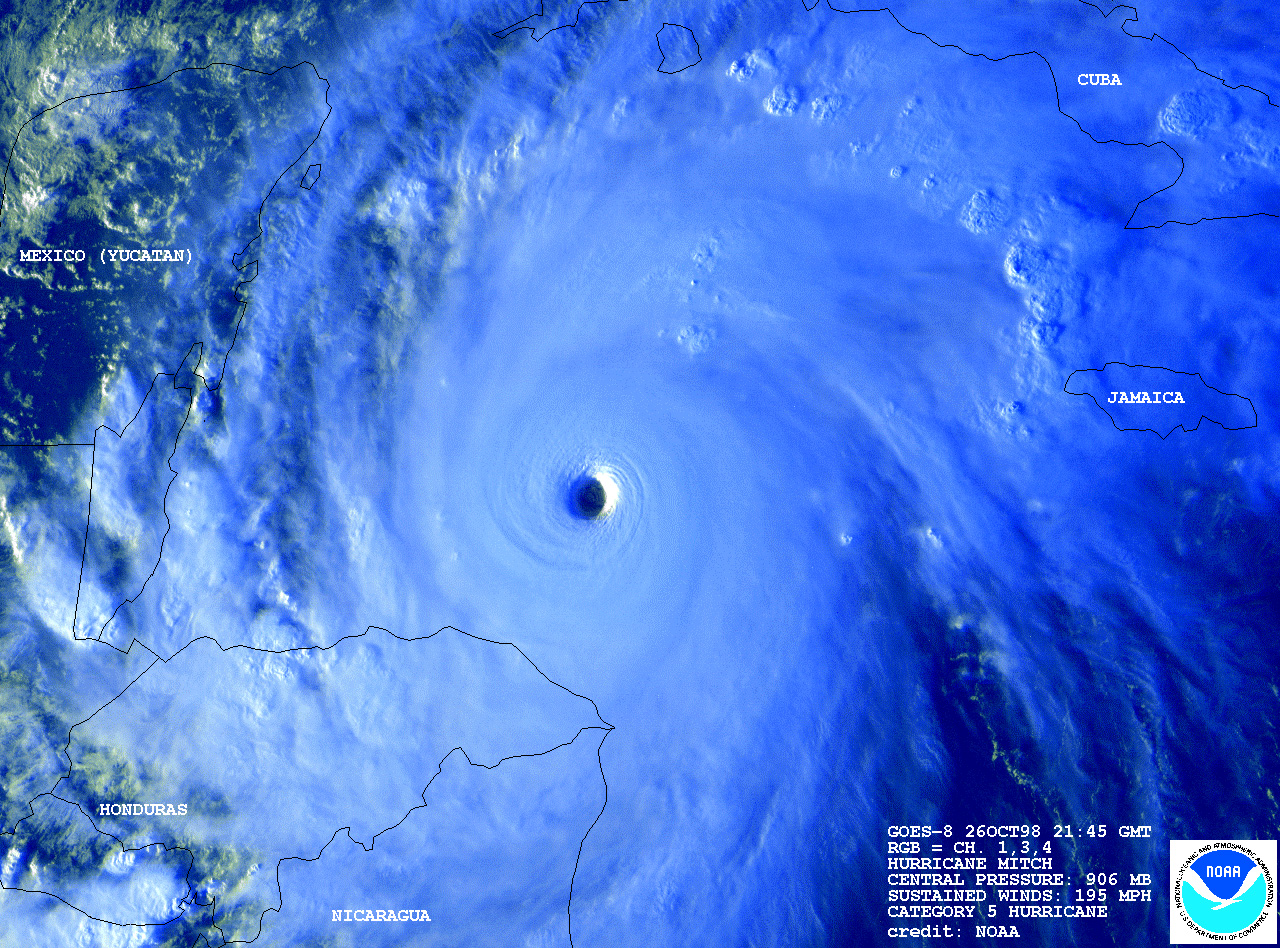
Mitch la apogeu

Inițial, intensificarea a fost limitată, apoi uraganul a prins putere până a ajuns la o viteză a vânturilor de 290 km/h și o presiune de 905 mbar, una din cele mai joase presiuni înregistrate vreodată într-un uragan atlantic . Uraganul Mitch a înaintat înspre vest, ajungând în Honduras și interacționând cu solul. Aceasta a slăbit forța lui Mitch și, după ce acesta a trecut peste insulele Swan, puterea lui a continuat să slăbească. O coastă de înaltă presiune a forțat uraganul să derive spre sud de-a lungul coastei Honduras. Mitch a ajuns deasupra uscatului la 80 mile (130 km) est de La Ceiba, Honduras pe 29 octombrie ca un uragan de categoria 1 pe scara Saffir-Simpson, cu viteza de 80 mph (130 km/h) a vânturilor. Uraganul a continuat să slăbească deasupra terenurilor, mergând spre vest prin America Centrală. Zona joasă a uraganului a alunecat spre nord, în Golful Campeche și s-a reorganizat, pe 3 noiembrie, într-o furtună tropicală la 150 mile (240 km) sud-vest de Macrida, Yucatan. Mitch s-a mutat la nord-est, oprindu-se deasupra Peninsulei Yucatan lângă Campeche, pe 4 noiembrie. S-a format o furtună tropicală peste Golful Mexic de sud-est. Mitch a accelerat spre nord-est și, în asociere cu un front rece, s-a intensificat treptat ajungând deasupra uscatului în apropiere de Napoli, Florida, pe 05 noiembrie, ca o furtună tropicală, cu o viteză a vânturilor de  65 mph (100 km/h). Mai târziu, în acea zi, uraganul s-a transformat într-un uragan extratropical, dar a persistat pentru câteva zile și apoi s-a stins la nord de Marea Britanie, pe 9 noiembrie.

## Pregătiri

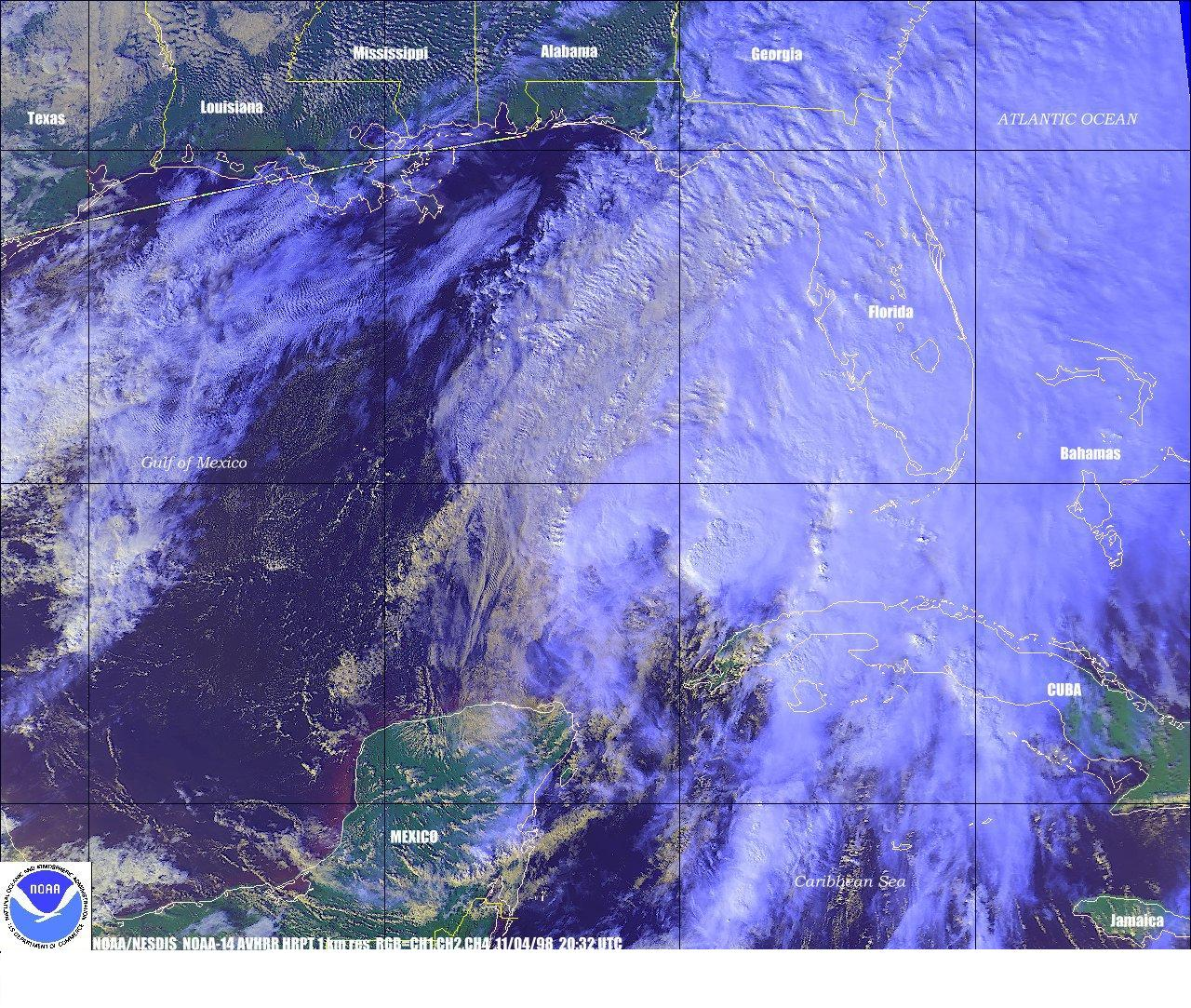
Mitch-furtună tropicală dezorgaizată in Golful Mexic

În timpul amenințării, guvernul Hondurasului a evacuat o parte din cei 45,000 de cetățeni ai insulelor Bay și a pus la dispoziție toate sursele aeriene și navale. Guvernul Belizeului a declanșat alertă roșie, rugând cetățenii care se aflau pe insulele înconjurătoare să meargă spre interior. Pentru că uraganul a amenințat să treacă pe lângă orașul Belize, cu o putere de gradul 4, multe orașe au fost evacuate, deoarece oamenilor le-a fost frică ca incidental să nu fie asemănător cu uraganul Hattie, care a avut loc cu 37 de ani înainte. Guatemala a declanșat alerta roșie de asemenea, recomandând bărcilor să stea în port, spunând oamenilor să-și pregătească sau să-și caute adăpost și informând populația cu privire la râurile ieșite din matcă. În timp ce uraganul provoca alunecări de teren, numeroase persoane au fost evacuate din vestul Caraibelor, 100.000 în Honduras, 10.000 în Guatemala și 20.000 în statul Mexican al Quitana Roo.

## Impact
Uraganul Mitch a fost cel mai ucigător uragan de la Uraganul cel Mare din 1780 până în prezent, subclasând Uraganul Galveston din 1900. Aproape unsprezece mii de oameni au fost confirmați morți și aproape la fel de multe persoane dispărute. Decesele au fost cauzate în cea mai mare parte de inundații și alunecări de teren. Inundațiile și alunecările de teren au deteriorat sau distrus zeci de mii de case, cu daune totale în valoare de peste 5 miliarde de dolari (1998 USD, 6 miliarde dolari 2006 USD), cele  mai multe pagube fiind cauzate în Honduras și Nicaragua. Înainte de Mitch, cel mai ucigător uragan în America Centrală, a fost uraganul Fifi în 1974, care a ucis aproximativ 8000-10000.  

### Honduras

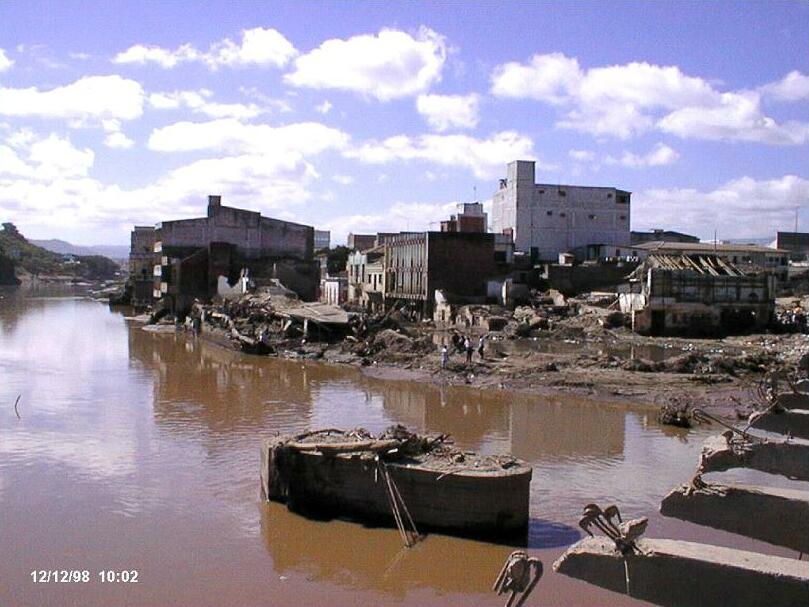
daune in Tegucigalpa

Înainte să lovească Honduras, uraganul Mitch a trimis valuri înalte de 6.7 m. Alunecările de teren au diminuat în intensitate, dar au cauzat o furtună puternică și valuri de 3.7m. În timp ce furtună lovea întreagă țara, a început să plouă puternic, cantitatea de precipitații ajungând la 91 cm, în Choluteca, unde zilnic a căzut peste 46 cm precipitații. Ploaia din Choluteca a fost echivalentă cu ploile din 212 zile din această zonă. La acest punct, râul din Choluteca curgea de 6 ori mai repede. Uraganul Mitch a cauzat un mare dezastru, așa încât în Honduras, președintele Carlos Roberto Flores a spus că uraganul a distrus 50 de ani din progresul țării și a estimat că 70-80% din infrastructura transportului din întreagă țară a  fost terminată, de asemenea și podurile și drumurile secundare. Aproximativ 25 de sate mici au fost reportate ca distruse complet din cauza alunecărilor de teren

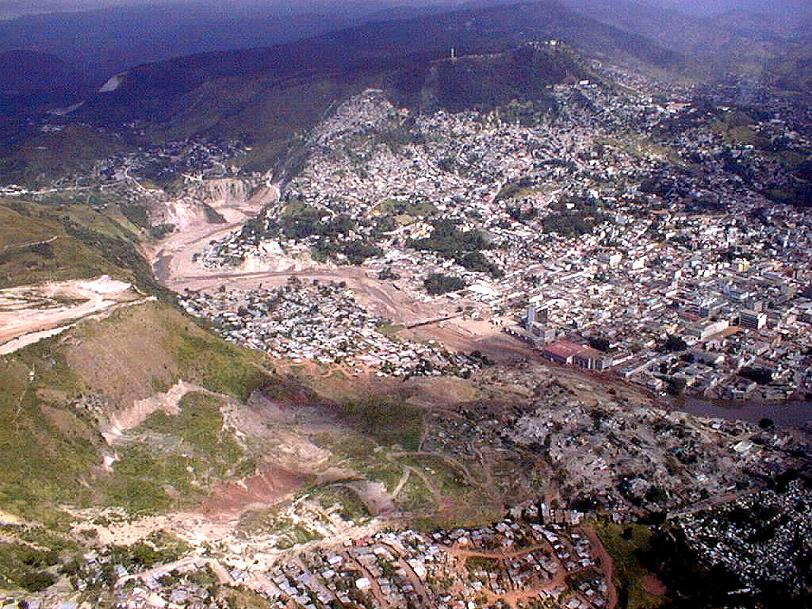
Imagine de ansamblu Tegucigalpa

cauzate de furtună. Pagubele rețelei de transport și comunicație au fost estimate la 529 mil $. În întreagă țară, furtuna a distrus complet 33 de mii de case și a păgubit 50 mii de alte locuințe. În plus, a doborât un număr mare de copaci lăsând în urmă munți despăduriți și mult mai vulnerabili alunecărilor de teren. Inundația extremă a ucis 6500 de persoane și a provocat dispariția a câtorva mii de persoane, multe fiind neindentificate și îngropate sub dărâmături. Această stare a dus la o mare nesiguranță cu privire la moarte. Peste 20% din populația țării, aproximativ 1,5 milioane oameni au rămas fără case și multe sate au  

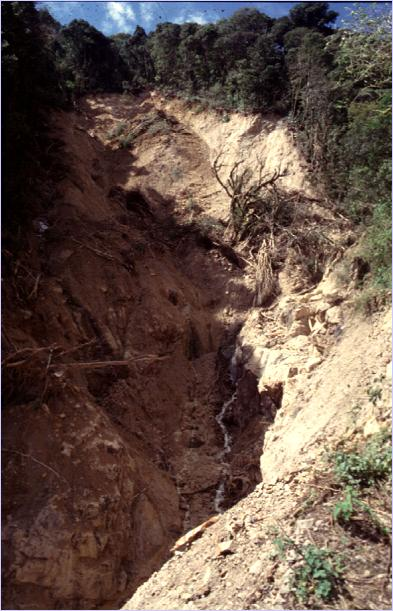
Alunecare de teren

 rămas înfometate. Lipsa de igienă a dus la Malarie, boli, febră și holeră.  
În împrejurimile insulei Guanaja, uraganul s-a oprit pentru 3 zile și s-a stabilit în apropierea insulelor. Vânturi puternice au distrus o treime din casele insulelor și au lăsat majoritatea cetățenilor fără facilități pentru luni întregi. Planurile comerțului de peste au fost distruse în timp ce 2 resurse au fost închise. Guanaja a primit puțin ajutor din partea guvernului național pentru că este o insulă mică (14k m) . În final, cel puțin 7 mii de persoane au fost declarate moarte și pagubele au fost estimate la 3,8 bilioane $.

### Nicaragua

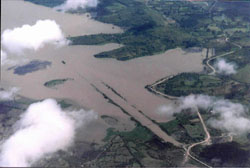
Inundatie-Lacul Managua

Chiar dacă uraganul Mitch nu a intrat niciodată în Nicaragua, circulația acestuia a cauzat ploi intense care se estimează la peste 127 cm. Coasta vulcanului Casita s-a transformat într-un Iahar, datorită ploii. Rezultatul cutremurului a acoperit imediat o arie de 16 km lungime și 8 km lățime.
2009 oameni din Nicaragua au fost afectați direct de uragan. În întreagă țara, ploile cauzate de Mitch au afectat 17.600 milioane de case și au distrus 23.900 case mutând 68.300 din populație. 340 școli și 90 spitale au fost afectate sau distruse. Pagubă totală a fost estimată la 300 mil. $ .

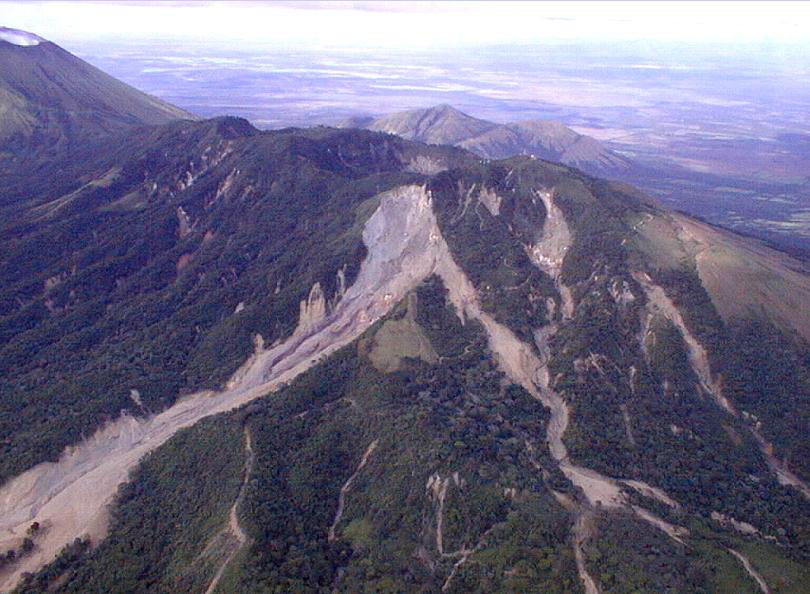
Alunecare de teren- Vulcanul Casita

Transportul a fost afectat cu putere de uragan. Ploaia a lăsat 70% din drumuri nefolosibile sau distruse și a stricat 71 de poduri. Peste 2700 km de autostradă și drumuri de acces au avut nevoie de reparații datorită furtunii în special în partea Nordică a țării și părți din Pan American Highway. Stricăciunile au fost evaluate la 185 mil$. În total uraganul Mitch a cauzat cel puțin 3800 morți în Nicaragua din care mai mult de 2000 au fost omorâți în orașul El Provenir și Rolando Rodriguez din insulă vulcanului Casită. Cutremurele au îngropat complet cel puțin 4 sate în câteva picioare de noroi. În întreaga țară uraganul a lăsat între 500 mii și 800 mii de oameni fără casă, iar pagubele totale din Nicaragua sunt estimate în jurul a 1 miliard de dolari.

### Marea Caraibelor
Mitch a fost de asemenea responsabil pentru pierderea vaselor de navigare deținute de Windjammer Barefoot Cruises, iar 31 de persoane din echipaj au pierit. Povestea a fost scrisă în cartea ”Barcă și Furtună” de Jim Carrier. Barca care naviga în apropierea centrului uraganului a avut parte de valuri de 15 m și de vânturi de 160 km/h care au dus la scufundarea navei Fantome.
Pe coastă sudică a Cubei, uraganul a provocat valuri de 4 m înălțime și vânturi de 67 km/h, obligând numeroși turiști și muncitori de pe Insula Tinereții să părăsească teritoriul pentru terenuri mai sigure.
În Jamaica, unde autoritățile au anunțat uraganul cu 12 h înainte de apropierea sa, Mitch a cauzat ploaie moderată și vânturi puternice pentru multe zile. Valurile furtunii au lovit partea de vest din Jamaica având o înălțime de 2 m. Case din orașul spaniol s-a prăbușit din cauza potopului, iar multe altele au fost inundate forțând populația să evacueze. Un râu din partea de nord Jamaicăi a ieșit din matcă în timp ce ploaia puternică a cauzat numeroase alunecări în munți. În total Mitch a omorât 3 oameni în Jamaica. 
În insulele Cayman uraganul a cauzat valuri puternice, vânturi și ploaie continuă. Pagubele au fost minime, bărci fiind scufundată în apropierea Grand Cayman și țărmul a fost distrus. Drept urmare, numeroase zboruri au fost anulate.

### Florida
Uraganul Mitch a cauzat o furtună în Florida Keys înainte să cauzeze alunecări de pământ în coasta de vest a Floridei. Aeroportul Internațional al Cheilor de vest au detectat vânturi de 55 mph (89 km/h) și 40 mph(64 km/h), declarând că a fost singura furtună tropicală din stat. În Fowey Rocks Light a bătut vântul cu 73 mph(117 km/h). Uraganul a declanșat și cinci tornade, cea mai puternică fiind de tip F2. Multe din clădirile Floridei au avut de suferit sau au fost distruse de uraganul Georges și uraganul Mitch. În final au fost distruse 645 de case și 65 de oameni răniți, doi morți, iar vânturile puternice au lăsat 100.000 de oameni fără facilități. Paguba s-a estimat la 40  milioane de dolari.

## Urmări

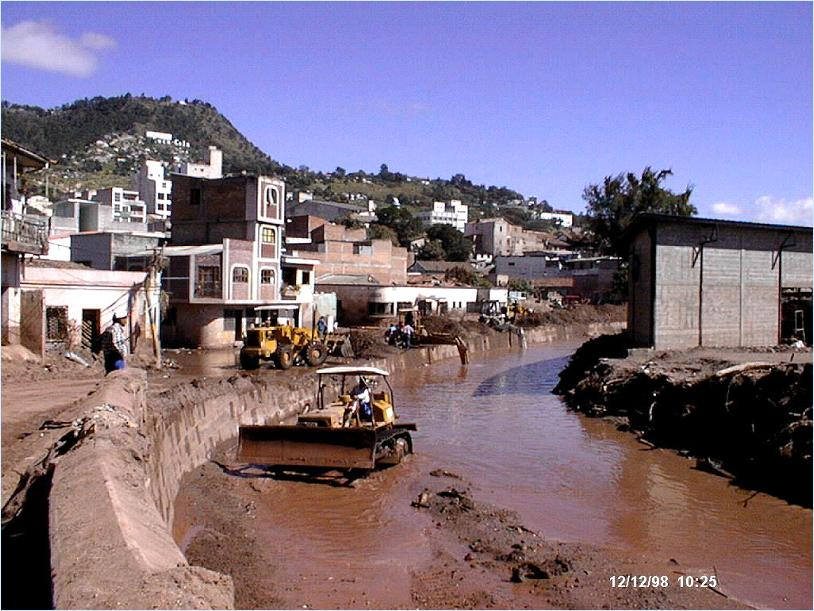
Reorganizare după Uragan

Din cauza pagubelor produse de uragan în America Centrală și în America de Nord organizația meteorologică mondială a comemorat numele Mitch în primăvară anului 1999. De acum înainte nu va mai fi folosit pentru un uragan din Atlantic. Numele a fost schimbat cu Matei în 2004.

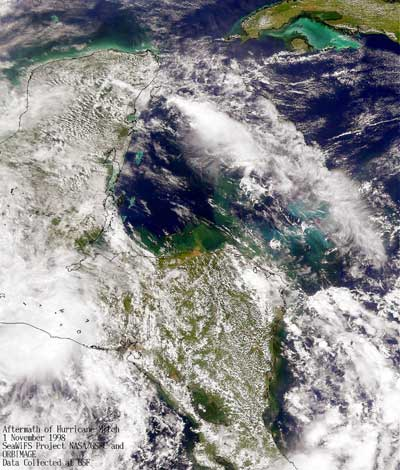
Retragerea lui Mitch

După dezastru, țările din jurul lumii au donat sume importante, aproximativ 6,3 bilioane de dolari, iar America Centrală își revenea de la o criză economică în care mulți și-au dorit creșterea infrastructurii și economiei. În plus guvernele afectate au acționat pentru a preveni un asemenea dezastru care să lovească încă odată. Sute și mii de oameni și-au pierdut casele dar mulți dintre aceștia au luat-o ca pe o oportunitate și și-au construit case mai puternice cu o structură nouă, fundație îmbunătățită, construită așa încât să reziste unui uragan. După trecerea lui Mitch, America Centrală a fost afectată de holeră, febră mortală și leptospiroză. Peste 2.328 de cazuri de holeră au fost raportate dar au rămas 34 de victime. Guatemala a fost cea mai afectată de bacterie iar majoritatea cazurilor au rezultat din mâncarea contaminată. 450 de cazuri de leptospiroză au fost raportate în Nicaragua și au omorât câțiva oameni. În total au fost 1.357 de cazuri de cazuri de febră mortală dar nici o moarte declarată.
Honduras, țara cea mai afectată de uragan, a primit ajutor: Mexic a dat ajutor trimițând 700 tone de mâncare, 11 tone medicamente, 4 planuri de salvare, medici și câini de căutare. De asemenea și USA le-a oferit ajutor în valoare de 2 mil $ care mai târziu s-a ridicat la 70 mil $. Guvernul Honduran a distribuit mâncare, apă și asistență medicală victimelor uraganului. În plus, țara a experimentat o creștere în angajări. Și, de asemenea, reconstruirea a dus la obținerea de slujbe în următorii ani. În Costa Rica reconstrucțiile de după uragan au mărit numărul de job-uri cu 5.9%, așa că numărul de șomeri a scăzut.